# Otradnoe (Oblast' di Leningrado)
Otradnoe', in russo Отрадное?, in finlandese Pella, è una città della Russia situata nell'Oblast' di Leningrado, fondata nel 1708 sulle rive della Neva, ha ricevuto lo status di città nel 1970.